# Рашкоц
Рашкоц (алб. Rashkoc) је насељено место у општини Ђаковица, на Косову и Метохији. Према попису становништва из 2011. у насељу је живело 269 становника.

## Становништво
Према попису из 2011. године, Рашкоц има следећи етнички састав становништва:
| Националност | 2011.        |
| Албанци      | 225 (83,64%) |
| Роми         | 38 (14,13%)  |
| Ашкалије     | 6 (2,23%)    |
| Укупно       | 269          |

| Демографија | Демографија | Демографија |
| Година      | Становника  | Становника  |
| ----------- | ----------- | ----------- |
| 1948.       | 130         |             |
| 1953.       | 166         |             |
| 1961.       | 160         |             |
| 1971.       | 199         |             |
| 1981.       | 280         |             |
| 1991.       | 293         |             |
| 2011.       | 269         |             |